# Hillström & Billy
Hillström & Billy är ett svenskt band vilket startade som ett soloprojekt för sångaren och låtskrivaren Petter Hillström (född 28 mars 1983) under 2007. Hösten 2008 släpptes den självbetitlade debuten.

## Diskografi
- S/T (2008)
- It's over (singel) (2010)
- Outtakes And Remakes Of Heartaches (2010)
- All The Sprouts Bowed Their Heads (2012)
- The Boy Who Caught The World (2012)